# 劉仕瞻
劉仕瞻，號澹峰、又号淡峯，江西南昌府南昌縣人。明朝政治人物。

## 生平
萬曆四年（1576年）丙子科江西鄉試舉人，十七年（1589年）己丑科進士，礼部觀政，十二月授任宣城县知县，二十三年擢兵科给事中，尝以争国本忤旨。二十三年（1595年），军政考選有霍文炳者，以缉捕功，自副千户升指挥佥事，内坐以市恩，降杂职，屡荐不起，卒。天启二年（1622年），赠光禄寺少卿。初，仕瞻治宣城，与桐城令黎道炤、合肥令涂喬遷齐名，在言路亦然，在锢籍又然，时人谓之岁寒三友。

## 家族
曾祖劉載祥。祖父劉孔常。父劉澄。